# Gogołowa
Gogołowa (niem. Gogolau) – wieś w Polsce położona w województwie śląskim, w powiecie wodzisławskim, w gminie Mszana, historycznie na Górnym Śląsku. W latach 1975–1998 miejscowość położona była w województwie katowickim.

## Nazwa
W księdze łacińskiej Liber fundationis episcopatus Vratislaviensis (pol. Księga uposażeń biskupstwa wrocławskiego) spisanej za czasów biskupa Henryka z Wierzbna w latach 1295–1305 miejscowość wymieniona jest w zlatynizownej formie Gogolow.
W alfabetycznym spisie miejscowości na terenie Śląska wydanym w 1830 roku we Wrocławiu przez Johanna Knie wieś występuje pod polską nazwą Gogolowa oraz nazwą zgermanizowaną Gogolau. Topograficzny opis Górnego Śląska z 1865 roku notuje dwie niemieckie nazwy wsi Nieder Gogellau oraz Nieder Gogolau.

## Historia
Wieś Gogołowa położona jest we wschodniej części historycznej ziemi wodzisławskiej. Od końca XV wieku do początków XIX wieku, wraz z okolicznymi terenami wchodziła w skład Państwa Wodzisławskiego.
W wyniku wojen śląskich Gogołowa znalazła się wraz z całą ziemią wodzisławską w Królestwie Pruskim.
Topograficzny opis Górnego Śląska z 1865 roku notuje stosunki ludnościowe na terenie wsi – „In Nieder-Gogellau sind 31 Haushaltungen mit 134 nur polnisch Sprechenden(...).”, czyli w tłumaczeniu na język polski „W Gogołowie Dolnej jest 31 gospodarstw domowych z 134 mieszkańcami mówiącymi tylko po polsku(...)”.

## Zabytki
Jest to najmniejsze sołectwo (1070 mieszkańców) w gminie Mszana. Znajduje się tu kapliczka św. Jana Nepomucena z XIX wieku.

## Religia
Wieś należy do Parafii w Połomi.